# Joan de Granollacs i Pons
Joan de Granollacs i Pons   (Vic, 1557 (Gregorià) - Barcelona, 1609) fou un cavaller de família mercantil,diputat pel braç militar a la Generalitat de Catalunya (1590-1593).

## Biografia
Va tenir un progrés social que li va permetre passar del comerç de teles i blat al món de les finances i la política. Va ser insaculat com a oïdor militar el 1587 i tres anys més tard com a diputat, càrrec per al qual va ser extret el 1590. La seva família tenia una presència notable en els oficis locals des de mitjans del segle xv. Joan Granollacs i els seus germans varen tenir una participació activa en la gestió del dret de la bolla en la segona meitat del segle. La bona gestió de la bolla i els negocis internacionals a les fires de Lió, donen part de la posició econòmica familiar. A les Corts de Montsó (1585), els quatre germans aconseguiran privilegis de cavaller. Dins de l'activitat financera de la família, figura l'actuació creditícia a les ambaixades de la Generalitat a Roma i a la cort d'Aragó.
Fou extret com a diputat militar de la Generalitat de Catalunya, el 22 de juliol de 1590, junt amb Jaume Caçador i Claret, diputat eclesiàstic i, per tant, president.
A finals de 1590, les tensions entre la Diputació del General i la corona s'incrementen a causa d'unes detencions il·legals practicades per oficials reials. La incomprensió del Consell d'Aragó a les queixes sistemàtiques de la Diputació no eren sinó la inoperància endèmica de l'aplicació de la Constitució de l'Observança.
La reacció davant el plante de la institució catalana fou l'ordre de detenció contra el diputat militar Granollacs, donada al nou virrei, en Pere Lluís Galceran de Borja i de Castre-Pinós. Però l'intent de detenció al carrer el 24 de maig de 1591 va ser un fracàs. La Generalitat es tanca al Palau i, de facto, es produeix una paràlisi política que serà aprofitada per la monarquia per a preparar la divisió interna dels diputats. Fou la figura de Jaume Caçador qui primer es va desmarcar de les posicions més dures, en part atemorit per les notícies que arribaven de Saragossa sobre la repressió reial arran de les alteracions d'Aragó i que varen acabar amb la decapitació fulminant del justícia Joan V de Lanuza. En un clima d'incertesa, es demanà la constitució d'una divuitena per a l'expulsió del lladres de Catalunya. Hom va veure en aquesta proposta una forma encoberta de crear un exèrcit popular que s'oposés a les forces reials. Finalment, Granollacs es trobà sol al retirar-li el suport la resta de diputats i oïdors.
Els revoltats acaben fugint de Barcelona i, després d'onze mesos, Granollacs marxà a l'exili a França.
Temporalment, minven les tensions institucionals i la Diputació aprofita per demanar l'indult reial dels fugits, cosa que no fou acceptada. A Granollacs se li varen confiscar els béns per decret de la Reial Audiència per valor de 12.000 lliures i s'aplicà un control sobre els insaculats per a evitar que optés cap partidari del revoltat Granollacs.
Joan Granollacs s'havia instal·lat a Avinyó on tenia bons contactes comercials i financers i on contragué segones núpcies amb Francesca de Fortàs amb la qual tingué cinc fills.
El 1596 obtingué permís per tornar a Catalunya, si bé no ho farà fins a l'entronització de Felip II d'Aragó en 1598. Va participar en les Corts de Barcelona (1599) on reclamà la reparació dels seus patiments. Va ser totalment rehabilitat i va actuar a França com a representant del Duc de Feria, fins a la seva mort el 1609.